# 彦山光三

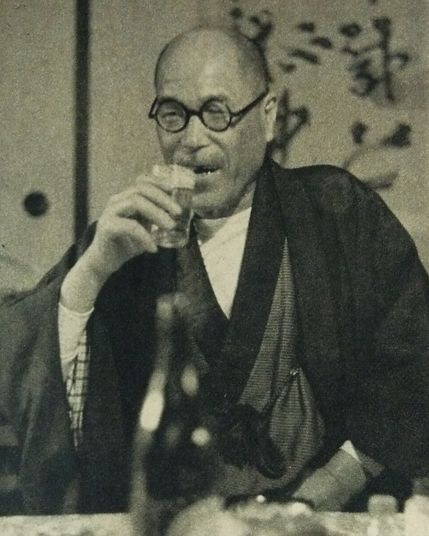
1955年

彦山 光三（ひこやま みつぞう、1893年11月14日-1965年3月9日）は、日本のジャーナリスト、相撲評論家である。
大日本相撲協会（現在の日本相撲協会）の嘱託・私設顧問として戦後の相撲界の発展に尽くした。

## 来歴・人物
静岡県清水市（現・静岡市清水区）出身。早稲田大学を中退後、地元で代用教員を務め、さらに1919年に雑誌『日本魂』の記者として帝国興信所（現・帝国データバンク）に入社した。当時の同僚には作家の山本周五郎（1924～1928年勤務）がいる。
帝国興信所初代所長の後藤武夫は国技相撲に傾倒し、大和錦、十三錦、一渡など力士のタニマチとしても相撲界を支援していた。そのため『日本魂』は「国技相撲道は即武士道であり日本魂である」との立場をとり、相撲を取り上げることが多かった。
こうした中で彦山は『日本魂』の相撲分野担当として編集に携わり、相撲の歴史や教育的意義、普及・発展の必要性を説いた。一方で1930年5月には単行本『相撲道宝鑑』を著し、「天覧編」「指針編」「奨道編」「史伝編」「戦績編」「芸談編」「読物編」と多角的な視点で相撲を論じ、評論活動を本格的にスタートさせた。1934年6月に帝国興信所を退社。前年の2月に後藤が他界していたこともあり、退社3ヵ月後には『日本魂』が廃刊となっている。その後、大日本相撲協会出版部嘱託となり機関誌『相撲』の編集に携わった。戦時中の国粋主義的な風潮の中、『相撲道綜鑑』『相撲美開眼』などを執筆した。
戦後は1948年に相撲文化研究所を設立、所長に就任。1950年には読売新聞運動部嘱託となる。その他のメディアにも多く相撲評論を寄稿、特に横綱史の研究や八百長排撃などを力説した。また部屋別総当たり制や行司部屋の独立などの改革案を協会に提案するなど、角界の元老として大相撲発展に力を尽くした。
1965年3月9日19時45分、東京都世田谷区上北沢の自宅で脳出血のため死去。享年71。

## 横綱に関する視点とその批判点
角界の彦左とも称されるほど、相撲界への影響の強い彦山であったが、戦前に自ら編集していた『日本魂』さながらに国粋的な思想傾向も強く、自身が力を入れていた横綱に関する研究などでもその影響が見られる。
- 横綱土俵入りを「手数入り」（でずいり）と称するようにしたのは彦山である。1926年10月23日の神宮外苑奉納相撲のプログラムの中に、横綱土俵入りのことを「横綱独手数入」と紹介していたのに目を付けた彦山が、自ら編集する協会機関誌「相撲」で1939年から1944年にかけて「横綱伝」を連載、その中で「手数入」を『でずいり』と書いた[1]。相撲評論家の池田雅雄は、駆け出しの記者だった頃、彦山自身にこの由来を問い質したところ、出典などは示されず「土俵入りよりも内容的だ」と説明されただけだったという[1]。彦山が横綱を神聖視するあまり、「横綱土俵入り」ではあきたらなかったものと指摘している。さらに池田は、1926年の時点でもこれを『てすういり』とルビをふる新聞が大半で、後の相撲雑誌『角道』でも同様であることなどを挙げ、手数入りを「神がかりで読み誤りの多い奇語」と評している[1]。読売新聞社が発行していた雑誌『大相撲』では、彦山の死後もこのテーゼに則って横綱土俵入りを「手数入り」（でずいり）と統一表記していた。

- 1939年1月、双葉山の69連勝が安藝ノ海によってストップされた大一番で、安藝ノ海が双葉山の右足に外掛けをとばし、双葉は崩れながらも右から掬ったので、安藝の掛けた足が外れた。このため安藝の体は双葉の左側に傾いたが、こらえて残った右足を軸にしながら浴びせて双葉を倒した。こうした取組の展開に加えて「双葉山は左足が弱い」という当時のイメージも重なり、新聞の多くが「安藝ノ海が双葉山の左足に外掛けを決めた」と報道してしまった。当日、実況ではなかったがその傍らにいたNHKアナウンサーの山本照は、自席の前に座っていた彦山が「やっぱり左だな」と言うので、号外もラジオも新聞もそろって「左足に掛かった」と報じたが、あとからニュース映画を見ると右足に掛かっていたことがハッキリしたため、一世一代の間違いが生じた、と証言している。一方で当の彦山は、最後まで左足に掛かったとする説にこだわり、フィルムを見てすらも「レンズと言えども正確とは言えんよ」と山本に語ったという。

- 1941年に横綱に昇進した羽黒山の土俵入りの型（四股を踏み、腰を割った姿勢のあと、せり上がりを行う際に両手を広げる方式）を「不知火型」としてメディアで紹介、これ以降、現在に至る「不知火型」「雲龍型」という横綱土俵入りの呼称が定着したとされる。彦山がこう断定した根拠は、歌川国貞の描いた錦絵で、8代横綱・不知火諾右衛門が土俵上で両手を広げてせり上がっている、というものである。しかし雲龍をはじめ、他にも多くの横綱が両手を広げての土俵入り姿を錦絵に描かれており、その姿が必ずしもせり上がりの場面とは限らない可能性があるため、根拠に乏しいという指摘がある。また大正期には、太刀山（土俵入りは羽黒山と同じく、両手を広げてせり上がる型）が自ら「後に追手風となった横綱雲龍の型」と発言しており、一方、違う型（左手を左脇腹に当て、右手を広げてせり上がる型）の鳳や2代西ノ海は「不知火の型」と報道されている。にもかかわらず、彦山が「不知火型」を断定したことについて、相撲博物館初代館長の酒井忠正からは、大砲が左腕を曲げてせり上がり、立ち上がってから左右に開いたという例もあり、錦絵だけではせり上がりの形が判断できないと指摘されている。だが、1940年代には彦山がすでに「故実の権威」であったこともあり、一般にはそのまま定着して現在に至っている。こうした経緯から、雲龍型と不知火型の呼称逆転が起きたとの批判もある。

- 池田雅雄は月刊誌「相撲」に自らが連載した『歴代横綱正伝』の中で、彦山の横綱に関する説に「一知半解の独断」による誤りが多いことを指摘しており、彦山の生前に議論したこともあるが「一度云い出したことは、たとえ黒白がはっきりしても、あとに引かない老人特有の頑固のために、けんか別れになってしまったこともある」、「理論の通じない小児病患者のやり方」などと痛烈に批判している。

## 著書
- 『相撲道大鑑』 日本魂社 1930年
- 『相撲道宝鑑』 日本魂社 1930年
- 『相撲道精鑑』 大光館書店 1934年
- 『相撲往来』 大光館書店 1935年
- 『土俵場規範』 生活社 1938年
- 『相撲鑑賞読本』 生活社 1938年
- 『相撲道綜鑑』 1940年
- 『相撲美開眼』 六興商会出版部 1941年